# NGC 5472
NGC 5472 (również PGC 50345) – galaktyka spiralna (Sab), znajdująca się w gwiazdozbiorze Panny. Odkrył ją 19 kwietnia 1855 roku R. J. Mitchell – asystent Williama Parsonsa.